# Investigaciones clínicas
La investigación clínica es una rama de las ciencias de la salud que determina la seguridad y efectividad (eficacia) de medicamentos, dispositivos, productos de diagnóstico y regímenes de tratamiento destinados para el uso humano. Estos pueden ser utilizados para prevención, tratamiento, diagnóstico o aliviar síntomas de una enfermedad. La investigación clínica es diferente a la práctica clínica. En la práctica clínica se utilizan tratamientos establecidos, mientras que en la investigación clínica se recolecta evidencia para establecer un tratamiento.

## Visión general
El término investigación clínica se refiere a toda bibliografía de un medicamento, dispositivo o biofármaco. De hecho, se refiere a cualquier producto experimental desde su origen en el laboratorio hasta su introducción en el mercado de consumo y más. Una vez que el candidato prometedor o la molécula es identificada en el laboratorio, esta es sometida a estudios preclínicos o estudios con animales, donde se estudian los diferentes aspectos del producto experimental (incluyendo la seguridad de toxicidad, si corresponde, y la eficacia, si es posible, en esta primera etapa).
En Estados Unidos, cuando un producto experimental no es aprobado, o cuando todavía no ha sido autorizado por la Administración de Drogas y Alimentos (FDA), o bien, cuando una vez aprobado o autorizado se utiliza de manera que pueda aumentar significativamente los riesgos (o disminuir el grado de aceptación de riesgos), los datos obtenidos de los estudios preclínicos o de otras pruebas de apoyo, estudios de un caso del uso no aprobado, etc. son presentados a favor de la aplicación de un producto en fase de investigación clínica (PEI) a la FDA para su revisión previa a la realización de estudios que involucran, incluso, a un humano y a un producto experimental. Esto es así si los resultados están destinados a ser presentados o enviados para la inspección de la FDA en cualquier momento en el futuro (en el caso de un producto experimental ya aprobado, si está destinado para la presentación o envío a la FDA en respaldo de un cambio en el etiquetado o la publicidad). Cuando se trate de dispositivos, la presentación a la FDA sería para una solicitud de exención de dispositivos de investigación (EDI) si el dispositivo es un dispositivo de riesgo significativo o si no está de alguna manera exento a una presentación previa a la FDA. Además, la investigación clínica puede exigirle a la Junta de Revisión Institucional (IRB) o al Comité de Ética de Investigación (CEI) y, posiblemente, a otros comités de revisión institucional, al comité de Privacidad, al comité de Conflictos de Interés, al comité de Radiación de Seguridad, al comité de la investigación de Medicamento Radiactivo, etc. la aprobación que requiere o no la investigación previa a la presentación a la FDA. Los criterios de revisión de la investigación clínica dependerán de las regulaciones federales a las que esté sujeta la investigación (por ejemplo, al Departamento de Salud y Servicios Humanos (DHHS) si es financiado por el gobierno federal) y dependerá de los reglamentos a los que las instituciones estén suscritas, además de los criterios más estrictos añadidos por la institución, posiblemente en respuesta a las leyes estatales o locales o a las recomendaciones de entidades de acreditación. Esta capa adicional de revisión (en particular, IRB/CEI) es fundamental para la protección de los seres humanos, especialmente cuando se considera que puede proceder el tema de investigación para la regulación de la FDA previa a la presentación, por esas mismas regulaciones de la FDA, 30 días después de la presentación a la FDA, a menos que la FDA notifique expresamente la no iniciación del estudio.
A menudo, la búsqueda clínica es llevada a cabo en centros médicos académicos y sitios afiliados al estudio de investigación. Estos centros y sitios proporcionan el prestigio de la institución académica así como el acceso a áreas metropolitanas más grandes, ofreciendo un grupo más grande de participantes médicos.
El ecosistema de investigación clínica implica una red compleja de sitios, compañías farmacéuticas e instituciones de investigación académica. Esto ha dirigido a un campo acrecentado de tecnología utilizado para gestionar la información y los factores operacionales de investigación clínica. La gestión de investigación clínica es, a menudo, asistida por los sistemas eClinical para ayudar a automatizar la administración y la conducción de ensayos clínicos.
En la Unión Europea, la Agencia Europea de Medicamentos (EMA) actúa de una manera similar para los estudios llevados a cabo en su región. Estos estudios humanos son sometidos a cuatro etapas de investigación que dan consentimiento para participar en los ensayos clínicos.

## Etapas
Los ensayos clínicos que involucran a los nuevos fármacos son generalmente clasificados en cuatro etapas. Cada etapa del proceso de aprobación del fármaco está tratada como un ensayo clínico separado. El proceso de desarrollo del fármaco normalmente procederá a través de cuatro etapas en muchos años. Si el fármaco supera las etapas I, II, y III, será generalmente aprobado por la autoridad reguladora nacional para el uso en la población. La etapa IV incluye estudios posaprobación.
Antes de iniciar ensayos clínicos en fármacos, las compañías farmacéuticas llevan a cabo extensos estudios preclínicos.